# Luan Guilherme
Luan Guilherme de Jesus Vieira (São José do Rio Preto, 27 de março de 1993) é um futebolista brasileiro que atua como meia-atacante. Atualmente está sem clube.
Pela equipe gaúcha do Grêmio, tornou-se um dos ídolos recentes da torcida tricolor, ao ser o principal jogador da conquista da Libertadores da América de 2017. Habilidoso, sem posição fixa no campo de ataque, já foi considerado o melhor jogador em atividade no futebol brasileiro.

## Carreira

### Início
Natural do interior de São Paulo, filho da ex-diarista Márcia Cristina de Jesus Vieira, Luan perdeu o pai ainda na infância aos 5 anos, vítima de um acidente de trânsito. Com total apoio recebido de sua mãe, seguiu seu sonho de se tornar um jogador profissional e iniciou sua carreira aos 8 anos, como atleta de futsal. Passou para o futebol de campo somente em 2012, pelo Juventus Vila Anchieta FC, equipe amadora do interior de São Paulo, e passou ao profissional pelo Tanabi em 2012, na Série B-1 do Campeonato Paulista. Meses depois voltou à cidade natal para jogar nos juniores do América-SP, tendo disputado a Copa São Paulo de Futebol Júnior de 2013 e sido o destaque da equipe ao marcar seis gols na competição, um deles no empate por 2–2 com o Flamengo que eliminou o time carioca na fase de grupos. Ainda passou breve momento pelas categorias de base da Catanduvense antes de chegar a Porto Alegre.

### Grêmio
O jogador completou sua formação nas categorias de base do Grêmio. No ano de 2014, sua promoção ao elenco profissional e desenvolvimento foi bastante rápida. Estreou como profissional no Campeonato Gaúcho daquele ano contra o São José, no dia 19 de janeiro.

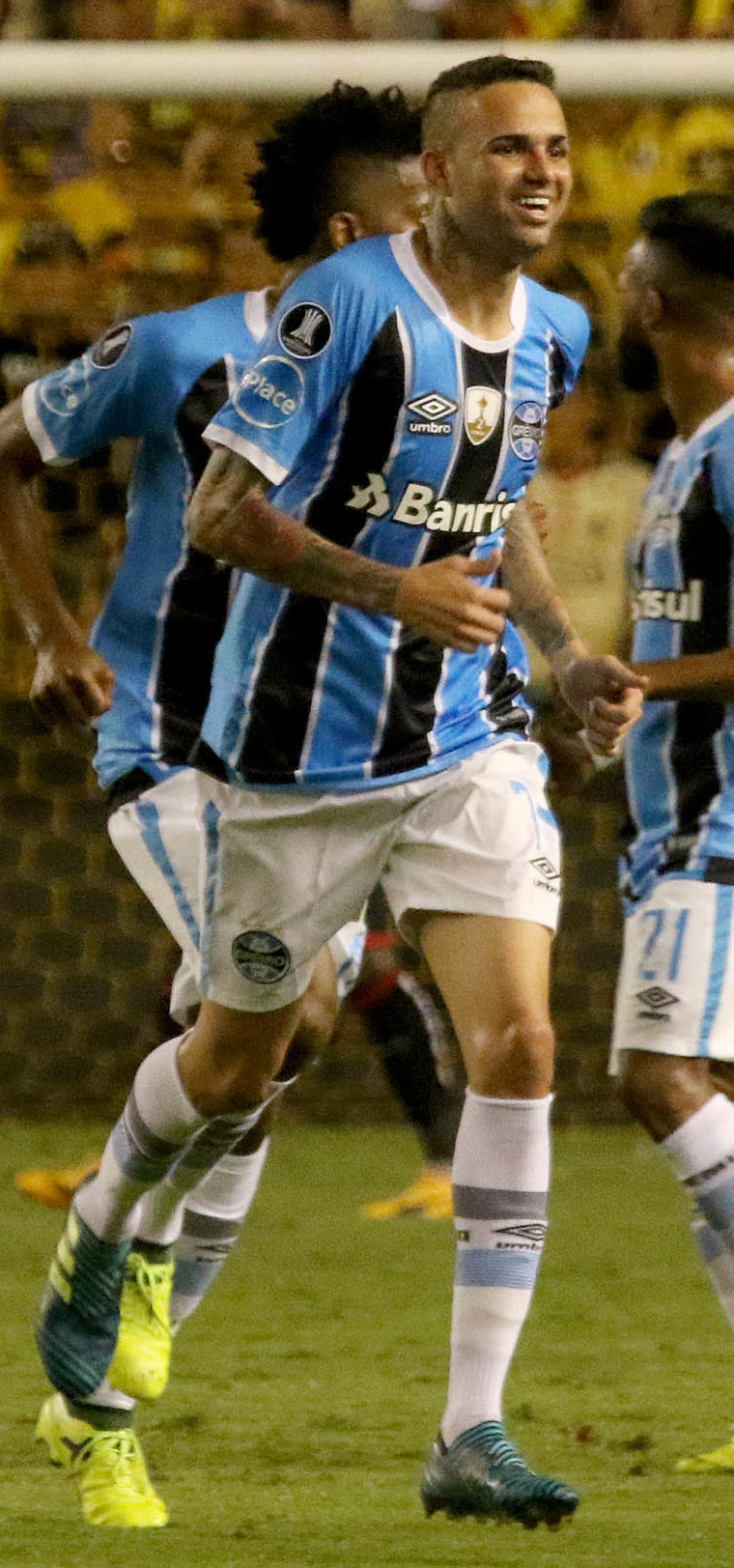
Luan contra o Barcelona de Guayaquil pela Libertadores de 2017

Destacou-se com excelentes atuações durante o Campeonato Brasileiro de 2015, pelo qual foi premiado com a Bola de Prata e eleito para a seleção do Brasileirão, graças aos 10 gols marcados na competição atuando como falso 9.
Após início ruim do clube na temporada 2016, o jogador foi alvo de protestos da torcida em treinamento, que chegou a jogar pipocas em seu carro. A resposta veio no primeiro jogo na sequência pela Libertadores da América, na qual o atacante deu duas assistências que abriram a goleada por 4–0 contra a LDU. O jogador voltou a ter seu desempenho contestado pela torcida, especialmente com a eliminação para o Rosário Central nas oitavas-de-final da Libertadores, por não conseguir jogar bem como ponteiro no esquema de Roger Machado. Contudo, voltou a ter boa atuação contra o Atlético Mineiro pela terceira rodada do Brasileirão atuando novamente como falso 9.
No dia 4 de junho de 2017, após um gol marcado contra o Vasco da Gama, pela 4ª rodada do Brasileirão, Luan tornou-se o maior artilheiro da história da Arena do Grêmio. Com 29 gols naquela altura, o jogador ultrapassou os 28 marcados pelo centroavante argentino Hernán Barcos, anterior artilheiro.
Em 29 de novembro, o meia-atacante foi o autor de um dos gols na final da Libertadores contra o Lanús, da Argentina. Na ocasião, o Grêmio venceu por 3–1 no agregado e conquistou o tricampeonato sul-americano. Após a partida, Luan foi eleito o melhor jogador da competição.
No dia 10 de fevereiro de 2019, Luan marcou dois gols na goleada por 6–0 do Grêmio sobre o Avenida, ajudando a equipe a conquistar o título da Recopa Gaúcha, sua quinta conquista com a camisa tricolor. A sequência do ano, entretanto, não foi proveitosa para Luan no clube gaúcho. O atacante foi preterido pelo técnico Renato Gaúcho, tendo atuado como reserva em grande parte da temporada. No final do ano, acabou sendo negociado com o Corinthians.
Deixou o Grêmio depois de conquistar a Copa do Brasil de 2016, a Copa Libertadores de 2017, a Recopa Sul-Americana de 2018 e o Bicampeonato Gaúcho entre 2018 e 2019. Foram 293 partidas pelo clube e 77 gols marcados. Além disso, despediu-se do clube gaúcho como o maior artilheiro da Arena do Grêmio, com 41 gols marcados na casa gremista, tendo sido posteriormente ultrapassado pelo ex-companheiro Everton.

### Corinthians
Após um ano apagado no Rio Grande do Sul, em que frequentemente conviveu com a reserva, em 14 de dezembro de 2019 foi anunciado como novo reforço do Corinthians para a temporada 2020. O clube paulista pagou 5 milhões de euros (R$ 22,7 milhões, na cotação do dia) para ficar com 50% dos direitos econômicos do jogador.
Estreou com a camisa do Corinthians no dia 15 de janeiro de 2020, na Florida Cup, logo de cara já fazendo seus dois primeiros gols, sendo o primeiro de falta, algo que o time não fazia desde agosto de 2018. Realizou sua estreia em jogos oficiais no dia 23 de janeiro, em uma vitória por 4–1 contra o Botafogo SP, na Neo Química Arena, pelo Campeonato Paulista. Nesse mesmo jogo também marcou seu primeiro gol em jogos oficiais, de pênalti.
Em maio de 2021, Luan fez um gol no empate de 2–2 no clássico majestoso contra o São Paulo, em jogo válido pela 10ª rodada do Campeonato Paulista. Por este gol marcado, o jogador recebeu o prêmio de gol mais bonito do Paulistão.
Em 2022, a minutagem de Luan em campo pelo Corinthians foi drasticamente reduzida. O atacante participou de apenas três jogos durante toda a temporada, chegando a ficar mais de vinte jogos sem sequer ser relacionado para partidas. Em 20 de julho, em vias de definir o seu futuro, que tenderia a ser um empréstimo ou mesmo a rescisão contratual, o meio-campista perdeu a camisa 7, que passou a ser de Yuri Alberto.

#### Empréstimo ao Santos
Em 5 de agosto de 2022, assinou um contrato e empréstimo com o Santos até o final do Campeonato Brasileiro. Luan estreou pelo Peixe no dia 15 de agosto, na derrota por 1–0 para o América Mineiro, no Independência. Ele entrou aos 31 minutos do segundo tempo, tocou 16 vezes na bola, acertou 13 passes, errou outros três e buscou trabalhar na transição da defesa para o ataque. O jogador abriu o placar para o Santos na vitória por 2–0 contra o Athletico Paranaense em 27 de setembro, pela 28ª rodada do Brasileirão. O atleta encerrou sua passagem pelo Alvinegro Praiano com oito partidas e apenas um gol.

#### Retorno ao Corinthians
Luan retornou do empréstimo no dia 1 de dezembro de 2022. Fora dos planos, o Corinthians não reintegrou o atleta e o colocou para treinar em horários diferentes. Após o meia faltar em um dos treinos, a diretoria começou a buscar uma solução para a situação do jogador.
Em 4 de julho de 2023, supostos torcedores da torcida organizada do clube, invadiram um motel na Zona Oeste da cidade e de acordo com relatos ouvidos Luan sofreu agressões na região das costelas, mas estava bem. O jogador estava acompanhado de cerca de cinco amigos e quatro mulheres. Em 24 de julho, acertou sua rescisão com o clube paulista.

### Retorno ao Grêmio
No dia 27 de julho de 2023, foi anunciado o seu retorno ao Grêmio até o final do ano. O meia-atacante recebeu a vitoriosa camisa 7, mesmo número usado em sua primeira passagem pelo tricolor. Luan reestreou no dia 12 de agosto, na vitória por 2–1 contra o Fluminense, na Arena, pela 19ª rodada do Campeonato Brasileiro. No entanto, após uma segunda passagem apagada, o jogador não teve o seu contrato renovado pelo Grêmio. Luan atuou em apenas cinco jogos, todos saindo do banco de reservas.

### Vitória
O jogador foi anunciado pelo Vitória no dia 11 de janeiro de 2024, assinando por uma temporada, com opção de renovação por mais um ano, caso atinja metas estipuladas no contrato. Em 26 de fevereiro, o condomínio onde Luan morava recebeu denúncias de vizinhos do atleta, devido a festas todo dia banhado à bebidas e garotas de programa, que estava causando incômodo na vizinhança.
A passagem de Luan pelo Vitória não chegou a 100 dias, pois o jogador e o clube entraram em um acordo pela rescisão de contrato. Ele termina a sua passagem pelo clube baiano com 6 jogos e nenhum gol. 

## Seleção Brasileira

### Olímpica

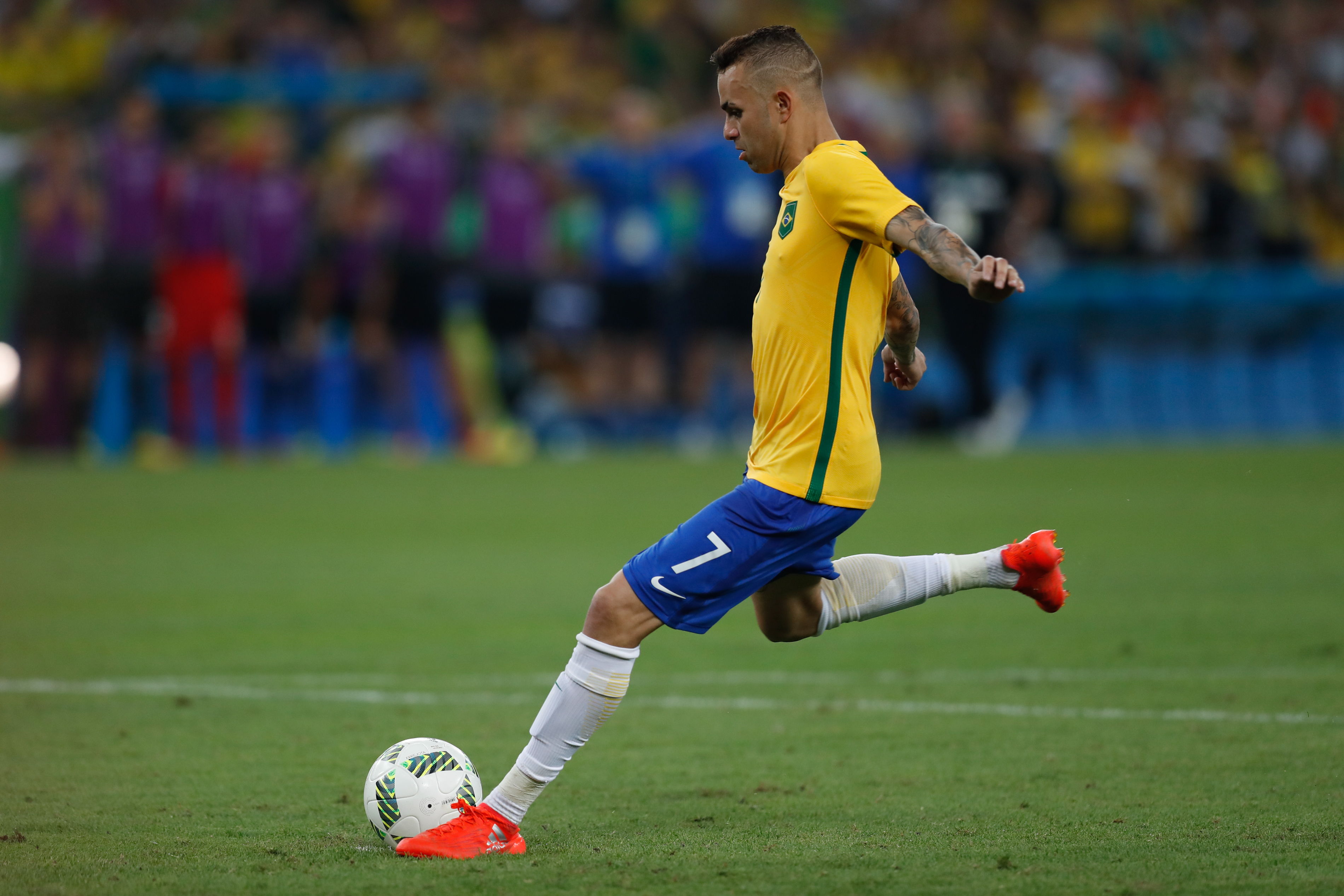
Luan em cobrança de pênalti na final das Olimpíadas, contra a Seleção Alemã

Após participar de toda a fase preparatória para os Jogos Olímpicos Rio 2016, Luan foi confirmado como um dos 18 selecionados pelo técnico Rogério Micale para a representar a Seleção Brasileira na competição. Começou na reserva do trio Neymar, Gabriel Barbosa e Gabriel Jesus mas, durante a competição, ganhou a vaga no meio-campo de Felipe Anderson. Terminou o torneio, em que a Seleção Brasileira conquistou a medalha de ouro, como titular absoluto e um dos destaques do time campeão, principalmente pelos três gols e duas assistências em cinco jogos, mas também pelo rápido entrosamento com Neymar.

### Principal
No dia 19 de janeiro de 2017, Luan foi convocado por Tite para a partida amistosa contra a Colômbia. Já no dia 10 de agosto, após grande momento no Grêmio, Luan foi convocado para as partidas contra Equador e Colômbia pelas Eliminatórias da Copa do Mundo FIFA de 2018.
Esteve os 35 nomes na pré-lista da Copa do Mundo FIFA de 2018. Segundo o UOL, Tite ficou decepcionado com a baixa intensidade do jogador nas ações sem bola em partida contra o Equador.

## Problemas na carreira
Luan explodiu rapidamente no futebol brasileiro, sendo eleito o Rei da América de 2017 e tendo seu nome vinculado à interesses do futebol estrangeiro. O meia-atacante, no entanto, optou por permanecer no Grêmio. No ano seguinte, problemas de lesão começaram a atrapalhar o jogador, que perdeu minutagem e números.

## Estatísticas

### Clubes
Abaixo estão listados todos os jogos, gols e assistências do futebolista por clubes.
| Clube             | Temporada         | Campeonato nacional | Campeonato nacional | Campeonato nacional | Copa nacional[a] | Copa nacional[a] | Copa nacional[a] | Competições continentais[b] | Competições continentais[b] | Competições continentais[b] | Outros torneios[c] | Outros torneios[c] | Outros torneios[c] | Total | Total | Total   |
| Clube             | Temporada         | Jogos               | Gols                | Assist.             | Jogos            | Gols             | Assist.          | Jogos                       | Gols                        | Assist.                     | Jogos              | Gols               | Assist.            | Jogos | Gols  | Assist. |
| ----------------- | ----------------- | ------------------- | ------------------- | ------------------- | ---------------- | ---------------- | ---------------- | --------------------------- | --------------------------- | --------------------------- | ------------------ | ------------------ | ------------------ | ----- | ----- | ------- |
| Tanabi            | 2012              | —                   | —                   | —                   | —                | —                | —                | —                           | —                           | —                           | 9                  | 2                  | 0                  | 9     | 2     | 0       |
| Tanabi            | Total             | —                   | —                   | —                   | —                | —                | —                | —                           | —                           | —                           | 9                  | 2                  | 0                  | 9     | 2     | 0       |
| Catanduvense      | 2013              | —                   | —                   | —                   | —                | —                | —                | —                           | —                           | —                           | 1                  | 0                  | 0                  | 1     | 0     | 0       |
| Catanduvense      | Total             | —                   | —                   | —                   | —                | —                | —                | —                           | —                           | —                           | 1                  | 0                  | 0                  | 1     | 0     | 0       |
| Grêmio            | 2014              | 28                  | 4                   | 2                   | 1                | 0                | 0                | 7                           | 1                           | 0                           | 14                 | 3                  | 3                  | 50    | 8     | 5       |
| Grêmio            | 2015              | 33                  | 10                  | 7                   | 8                | 3                | 3                | —                           | —                           | —                           | 15                 | 4                  | 2                  | 56    | 17    | 12      |
| Grêmio            | 2016              | 25                  | 6                   | 3                   | 8                | 1                | 0                | 8                           | 0                           | 4                           | 13                 | 5                  | 4                  | 54    | 12    | 11      |
| Grêmio            | 2017              | 20                  | 6                   | 6                   | 6                | 1                | 2                | 14                          | 8                           | 1                           | 12                 | 3                  | 3                  | 52    | 18    | 12      |
| Grêmio            | 2018              | 18                  | 1                   | 6                   | 3                | 2                | 0                | 10                          | 4                           | 3                           | 9                  | 4                  | 0                  | 40    | 11    | 9       |
| Grêmio            | 2019              | 20                  | 4                   | 4                   | 3                | 0                | 0                | 6                           | 0                           | 0                           | 7                  | 5                  | 3                  | 36    | 9     | 7       |
| Grêmio            | 2023              | 5                   | 0                   | 0                   | —                | —                | —                | —                           | —                           | —                           | —                  | —                  | —                  | 5     | 0     | 0       |
| Grêmio            | Total             | 149                 | 31                  | 28                  | 29               | 7                | 5                | 45                          | 13                          | 8                           | 70                 | 24                 | 15                 | 293   | 75    | 56      |
| Corinthians       | 2020              | 22                  | 2                   | 1                   | 2                | 0                | 0                | 2                           | 1                           | 0                           | 16                 | 2                  | 2                  | 42    | 5     | 3       |
| Corinthians       | 2021              | 18                  | 0                   | 0                   | 2                | 0                | 0                | 4                           | 3                           | 0                           | 9                  | 1                  | 2                  | 33    | 4     | 2       |
| Corinthians       | 2022              | —                   | —                   | —                   | —                | —                | —                | —                           | —                           | —                           | 3                  | 0                  | 0                  | 3     | 0     | 0       |
| Corinthians       | 2023              | —                   | —                   | —                   | —                | —                | —                | —                           | —                           | —                           | —                  | —                  | —                  | —     | —     | —       |
| Corinthians       | Total             | 40                  | 2                   | 1                   | 4                | 0                | 0                | 6                           | 4                           | 0                           | 28                 | 3                  | 4                  | 78    | 9     | 5       |
| Santos            | 2022              | 8                   | 1                   | 1                   | —                | —                | —                | —                           | —                           | —                           | —                  | —                  | —                  | 8     | 1     | 1       |
| Santos            | Total             | 8                   | 1                   | 1                   | —                | —                | —                | —                           | —                           | —                           | —                  | —                  | —                  | 8     | 1     | 1       |
| Total na carreira | Total na carreira | 197                 | 34                  | 30                  | 33               | 7                | 5                | 51                          | 17                          | 8                           | 108                | 29                 | 19                 | 389   | 85    | 62      |

- a. ^ Jogos da Copa do Brasil
- b. ^ Jogos da Copa Libertadores e Mundial de Clubes
- c. ^ Jogos do Campeonato Paulista, Campeonato Gaúcho e Primeira Liga do Brasil.

### Seleção Brasileira
Abaixo estão listados todos os jogos, gols e assistências do futebolista pela Seleção Brasileira.
Seleção Principal
| Ano               | Qualificação Mundial | Qualificação Mundial | Qualificação Mundial | Amistosos | Amistosos | Amistosos | Total | Total | Total   |
| Ano               | Jogos                | Gols                 | Assist.              | Jogos     | Gols      | Assist.   | Jogos | Gols  | Assist. |
| ----------------- | -------------------- | -------------------- | -------------------- | --------- | --------- | --------- | ----- | ----- | ------- |
| 2017              | 1                    | 0                    | 0                    | 1         | 0         | 0         | 2     | 0     | 0       |
| Total na carreira | 1                    | 0                    | 0                    | 1         | 0         | 0         | 2     | 0     | 0       |

Seleção Sub–23
| Ano               | Jogos Olímpicos | Jogos Olímpicos | Jogos Olímpicos | Amistosos | Amistosos | Amistosos | Total | Total | Total   |
| Ano               | Jogos           | Gols            | Assist.         | Jogos     | Gols      | Assist.   | Jogos | Gols  | Assist. |
| ----------------- | --------------- | --------------- | --------------- | --------- | --------- | --------- | ----- | ----- | ------- |
| 2015              | —               | —               | —               | 2         | 2         | 0         | 2     | 2     | 0       |
| 2016              | 6               | 3               | 3               | 3         | 1         | 0         | 6     | 3     | 3       |
| Total na carreira | 6               | 3               | 3               | 5         | 3         | 0         | 11    | 6     | 3       |

Seleção Sub–20
| Ano               | Torneio de Toulon | Torneio de Toulon | Torneio de Toulon | Amistosos | Amistosos | Amistosos | Total | Total | Total   |
| Ano               | Jogos             | Gols              | Assist.           | Jogos     | Gols      | Assist.   | Jogos | Gols  | Assist. |
| ----------------- | ----------------- | ----------------- | ----------------- | --------- | --------- | --------- | ----- | ----- | ------- |
| 2014              | 4                 | 3                 | 0                 | 3         | 4         | 0         | 7     | 7     | 0       |
| Total na carreira | 4                 | 3                 | 0                 | 3         | 4         | 0         | 7     | 0     | 0       |

## Títulos
Grêmio
- Copa do Brasil: 2016
- Copa Libertadores da América: 2017
- Recopa Sul-Americana: 2018
- Campeonato Gaúcho: 2018 e 2019
- Recopa Gaúcha: 2019

Vitória
- Campeonato Baiano: 2024

Seleção Brasileira Sub-23
- Torneio Internacional de Toulon: 2014
- Medalha de ouro nos Jogos Olímpicos: 2016

## Prêmios individuais
- Revelação do Campeonato Gaúcho: 2014
- Seleção do Campeonato Gaúcho: 2014 e 2018
- Bola de Prata: 2015 e 2017
- Prêmio Craque do Brasileirão: 2015[49]
- Craque da Copa Libertadores: 2017
- Melhor Jogador da América: 2017[50]
- Prêmio Brasil Olímpico: 2017 - Futebolista do ano[51]
- Artilheiro da Recopa Gaúcha de 2019 (2 gols)
- Prêmio Paulistão 2021 - Gol mais bonito.[52]